# O store Gud (musikalbum)
O store Gud utkom 1970 och är ett musikalbum med den kristna sångaren Artur Erikson och Karlskoga damkör.
Större delen av sångerna på skivan har tidigare varit utgivna på EP, men presenteras här i nyinspelningar. Sångerna "O, om jag kunde som lärkan sjunga" och "Håll gyllene porten på glänt" är direkt överförda från tidigare EP-inspelningar.

## Låtlista

### Sida 1
1. O store Gud
2. När ensam och bedrövad
3. Vad gränslös nåd (Amazing grace)
4. Ljude Herrens lov
5. Frälsare på korsets stam
6. O om jag kunde som lärkan sjunga

### Sida 2
1. Gyllne morgon
2. Giv mig den frid som du o Jesus giver
3. Underbara balsam
4. Ängsliga hjärta, upp ur din dvala
5. Någonstans bland alla skuggorna står Jesus
6. Håll gyllene porten på glänt